# Dagmar Švubová
Dagmar Švubová, tidigare Palečková, född 9 augusti 1958, är en tjeckisk före detta längdskidåkare som tävlade under 1980-talet. Hon har en silvermedalj i stafett från OS i Sarajevo 1984.